# Bjeloruska nacionalna knjižnica
Bjeloruska nacionalna knjižnica (bje. Нацыянальная бібліятэка Беларусі, rus. Национальная библиотека Беларуси) je nacionalna knjižnica Bjelorusije koja se nalazi u glavnom gradu Minsku. Knjižnica je osnovana 15. rujna 1922. U njoj se nalazi najveća zbirka bjeloruskih tiskanih materijala te je treća knjižnica na svijetu po zbirci knjiga na ruskom jeziku. Od nje veću zbirku imaju tek moskovska Ruska državna knjižnica i petrogradska Ruska nacionalna knjižnica.
Danas je knjižnica smještena u novoj zgradi moderne arhitekture visokoj 72 metra u Minsku. Zgrada ima 22 kata a dovršena je u siječnju 2006. Knjižnica ima kapacitet za oko 2.000 čitatelja te dvoranu za sastanke s 500 sjedećih mjesta. Glavna arhitektonska komponenta je oblik rombikuboktahedrona. Novu zgradu knjižnice dizajnirali su arhitekti Mihail Vinogradov i Viktor Kramarenko. Zgrada je službeno otvorena 16. lipnja 2006.
Bjeloruska nacionalna knjižnica je glavni informacijski i kulturni centar zemlje. Sadrži zbirku preko 8 milijuna primjeraka različitih medija. 1993. godine nacionalna knjižnica počela je stvarati vlastite elektroničke informacijske resurse. Generirana je zbirka bibliografskih, grafičkih, tekstualnih, zvučnih i jezičnih baza podataka. U tu zbirku uključeno je preko 2 milijuna snimljenih zapisa. Opseg baze podataka bjeloruske nacionalne knjižnice je vrlo širok: humanističke znanosti, društvene znanosti, povijest, umjetnost i kultura Bjelorusije. Knjižnica također koristi pristup bazama podataka drugih knjižnica i akademskih institucija, uključujući i one strane.
Resurse knjižnice koristi velik broj građana. Preko 90.000 bjeloruskih građana korisnici su knjižnice te godišnje koriste 3,5 milijuna raznih knjižničkih resursa. Knjižnicu dnevno posjeti 2.200 ljudi a dnevno se iz nje posuđuje oko 12.000 primjeraka knjiga i ostalog materijala.
Osim što je funkcionalna, nacionalna knjižnica je i atrakcija grada Minska. Smještena je u parku na obali rijeke te se u njenom observatoriju na vrhu može promatrati cijeli grad. 2009. godine to je bila jedina građevinska struktura iz koje se Minsk mogao javno gledati.
Prostor ispred knjižnice koristi se za mnoge javne koncerte i izložbe.

## Vanjske poveznice
- Službena web stranica Bjeloruske nacionalne knjižnice
- Foto galerija knjižnice
- Emporis.com
- Arhitektonski studio Viktora Kramarenka
- Arhitektonski studio Mihaila Vinogradova